# Yozo Hirano

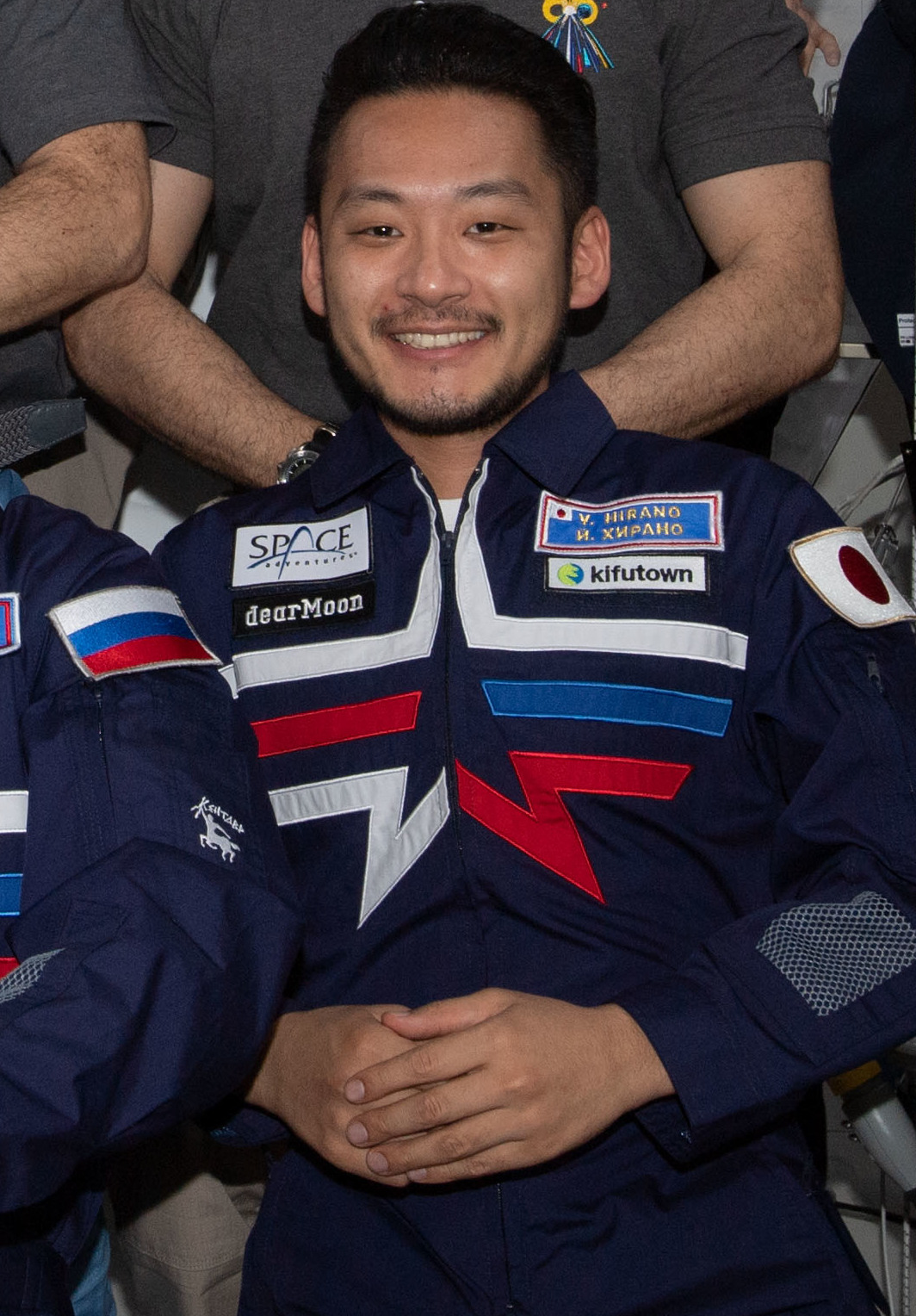
Yozo Hirano (2021) auf der Internationalen Raumstation

Yozo Hirano (japanisch 平野 陽三 Hirano Yozo; * 12. Oktober 1985 in Imabari, Präfektur Ehime) ist ein japanischer Filmproduzent und Weltraumtourist. Im Dezember 2021 flog er als Assistent des Milliardärs Yusaku Maezawa für zwölf Tage zur Internationalen Raumstation.

## Leben
Hirano studierte Wohngestaltung an der Präfekturuniversität Kyōto. 2007 kam er zum Unternehmen Start Today Yusaku Maezawas, wo er Casting Director und Leiter des Fotografieteams der größten japanischen Modewebsite ZOZO (damals Zozotown) wurde. Er arbeitete unter anderem als Filmproduzent an privaten Projekten Maezawas wie seinem YouTube-Kanal. Seit 2021 ist er Maezawas Manager und arbeitet unter anderem an dessen DearMoon-Projekt.

## Raumflug
Im Mai 2021 stellte der raumfahrtbegeisterte Maezawa Yozo Hirano als seinen Begleiter zu einem von der Firma Space Adventures organisierten touristischen Flug zur Internationalen Raumstation vor, wo dieser als Produktionsassistent tätig und für Filmaufnahmen sowie Berichterstattung verantwortlich sein sollte. Maezawa bezahlte beide Plätze, ein Startplatz soll nach Angaben des Chefs von Space Adventures etwa 44–53 Millionen Euro gekostet haben. Nachdem Hirano noch im Mai die medizinischen Tests bestanden hatte, begann er im September, zusammen mit Maezawa im Juri-Gagarin-Kosmonautentrainingszentrum für den Raumflug zu trainieren. Während des Trainings wurden Hirano aus ärztlichen Gründen fünf Zähne gezogen. Im Vorfeld des Starts führte Hirano drei Monate lang ein digitales Tagebuch über die Vorbereitungen und das Training für den Raumflug inklusive Überlebenstraining in der Wildnis.
Am 8. Dezember 2021 flogen Maezawa und Hirano zusammen mit Alexander Missurkin auf dem Flug Sojus MS-20 vom Weltraumbahnhof Baikonur aus zur ISS. Hier blieben sie für 11 Tage und 20 Stunden, bis sie am 20. Dezember zur Erde zurückkehrten und in der kasachischen Steppe landeten. Maezawa und Hirano waren die ersten Japaner, die zusammen ins All flogen, die ersten japanischen Weltraumtouristen sowie die ersten Weltraumtouristen auf der ISS seit Guy Laliberté 2009 (ausgenommen Regisseur Klim Schipenko und Schauspielerin Julija Peressild zwei Monate zuvor in beruflicher Funktion).